# Prunelli (région)
Pour les articles homonymes, voir Prunelli.
Le Prunelli (en corse Pruneddi, prononcé [pru.ˈneː.ɖːi]) est une région du Sud de la Corse, occupant la vallée du fleuve éponyme. Il culmine au Monte Renoso (2 352 m) et a pour capitale Bastelica.

## Géographie
Le Prunelli désigne l'ensemble des territoires situés dans le bassin versant du fleuve Prunelli, c'est-à-dire l'ancienne pieve de Sampiero (région de Bastelica), à laquelle sont ajoutées les communes de Pietrosella et Coti-Chiavari ainsi que la partie littorale des communes de Grosseto-Prugna (Porticcio) et Albitreccia (Molini), toutes d'anciennes terres de transhumance hivernale des habitants de la vallée du Taravo mais situées versant Prunelli.
La région du Prunelli désigne, en descendant vers la mer, les territoires des communes de :
- Bastelica (Basterga)
- Tolla (Todda)
- Ocana (Òcana)
- Cauro (Cavru)
- Eccica-Suarella (Èccica è Suaredda)
- Bastelicaccia (A Bastirgaccia)
- Pietrosella (Pitrusedda)
- Coti-Chiavari (Coti è Chjàvari).